# Alexej Ťurin
Alexej Alexejevič Ťurin (30. ledna 1955 Jelec — 20. září 1995 Moskva) byl sovětský zápasník–judista a sambista ruské národnosti.

## Sportovní kariéra
Připravoval se v Jelci pod vedením Alexandra Sokolova. V širším výběru sovětské reprezentace se pohyboval od poloviny sedmdesátých let a v užším výběru od roku 1979. V roce 1980 nebyl nominován na olympijské hry v Moskvě na úkor zkušeného Vitalije Kuzněcova. Od roku 1981 dostával v reprezentaci přednost Grigorij Veričev. V roce 1984 byl připraven reprezentovat Sovětský svaz na olympijské hry v Los Angeles, ale naději na start mu vzala studená politika let osmdesátých. Po skončení sportovní kariéry pracoval jako trenér v CSKA Moskva a po rozpadu Sovětského svazu v roce 1991 se vrhl na podnikání. V roce 1995 se stal obětí atentátu.

## Výsledky

### Váhové kategorie
| Turnaj             | 1979       | 1980       | 1981       | 1982       | 1983       | 1984       |
| Turnaj             | 24         | 25         | 26         | 27         | 28         | 29         |
| Turnaj             | těžká váha | těžká váha | těžká váha | těžká váha | těžká váha | těžká váha |
| ------------------ | ---------- | ---------- | ---------- | ---------- | ---------- | ---------- |
| Olympijské hry     |            | —          |            |            |            | —          |
| Mistrovství světa  | 5.         |            | —          |            | —          |            |
| Mistrovství Evropy | —          | 1.         | —          | —          | —          | 5.         |

### Bez rozdílu vah
| Turnaj             | 1979 | 1980 | 1981 | 1982 | 1983 | 1984 |
| Turnaj             | 24   | 25   | 26   | 27   | 28   | 29   |
| ------------------ | ---- | ---- | ---- | ---- | ---- | ---- |
| Olympijské hry     |      | —    |      |      |      | —    |
| Mistrovství světa  | —    |      | úč.  |      | —    |      |
| Mistrovství Evropy | 1.   | —    | ?    | 1.   | —    | —    |